# Święta Wojna/Personenliste
Diese Liste enthält alle Personen der polnischen Serie Święta Wojna (1999–2008).

## Liste

### Bercik

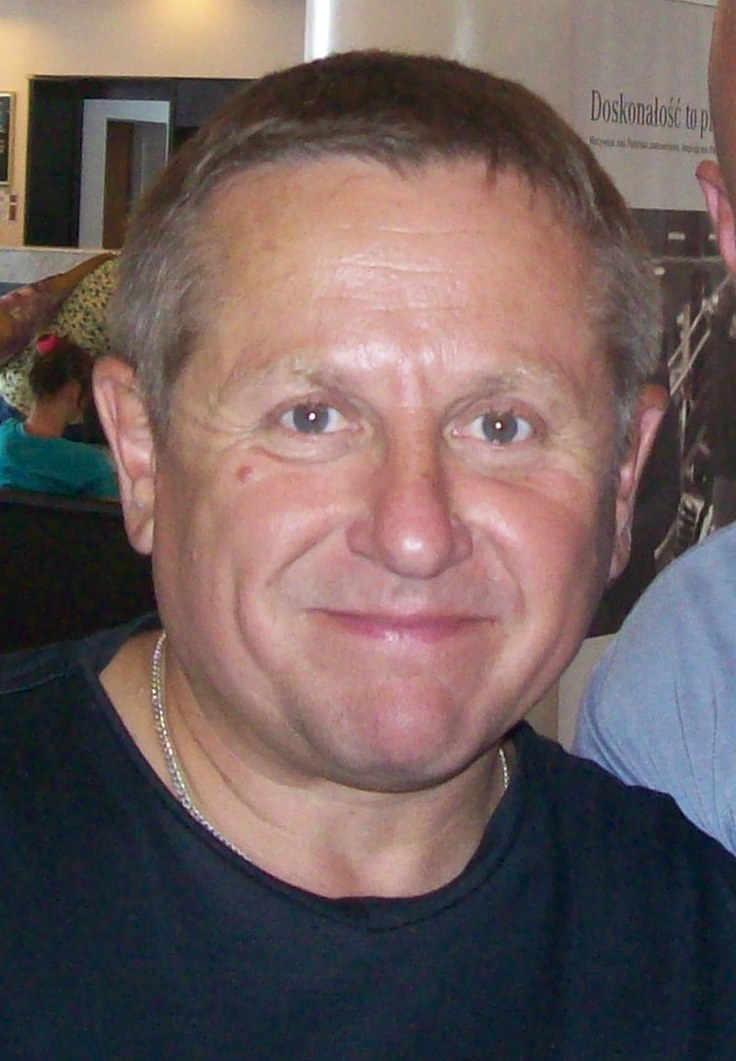
Bercik
Krzysztof Hanke

Hubert Dworniok (Bercik), gespielt von Krzysztof Hanke, ist die Hauptperson der Serie, Andzias Mann und Zbyszeks Freund. Man sagt, er sei der größte Psychopath in ganz Schlesien. Oft bereiten seine Ideen Probleme und Ärger. Bercik behauptet, dass er ein Bergwerkarbeiter sei. In der Vergangenheit war er tatsächlich ein Bergwerkarbeiter, doch als das Bergwerk geschlossen wurde, ging er in Rente. Er liebt Bier, oft trinkt er es in der „Bar bei Alojz“. Er mag alles nicht, was mit Sosnowitz und Warschau verbunden ist. Er ist gegenüber fremden Leuten zu vertrauensselig, indem er seine Wohnungsadresse sagt: „Hubert Dworniok, Korfanty-Straße 13/6“. Er hasst seinen Schwager Ernest sehr; er behauptet, dass sein Schwager nicht zur Familie gehöre. Immer, wenn Ernest ihm etwas von seinen Geschäften erzählt, will Bercik sofort mitarbeiten, wobei er ungewollt alles zerstört. Ernest bezeichnet ihn als „Pechbringer“.

### Zbyszek

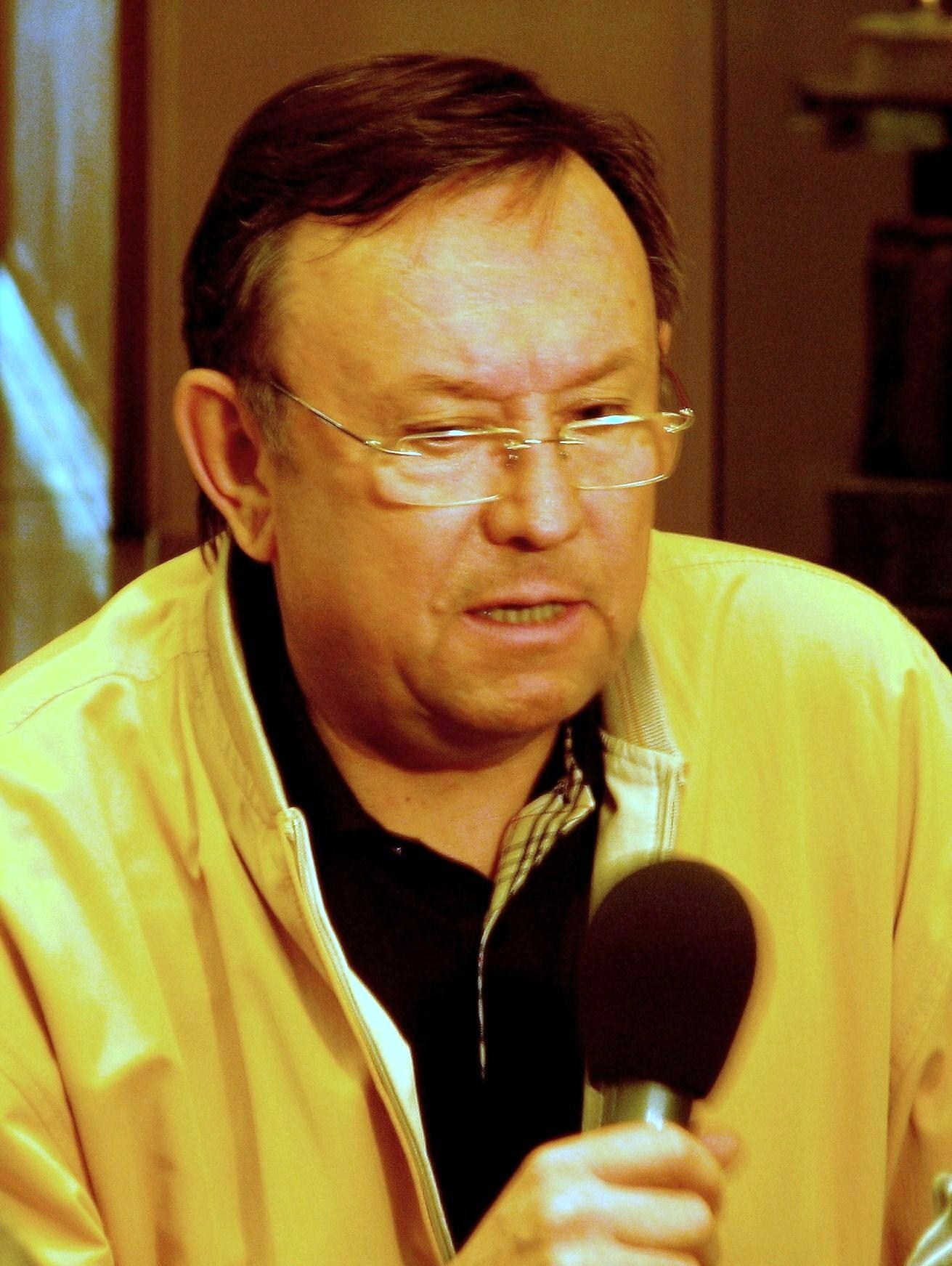
Zbyszek
Zbigniew Buczkowski

Zbigniew Pyciakowski (Zbyszek), gespielt von Zbigniew Buczkowski, ist Berciks Kollege aus derselben Armee-Einheit, wo er als Mechaniker arbeitete. Er kommt aus Warschau; am Wochenende fährt er mit dem Zug nach Kattowitz zu Bercik und verbringt dort seine Freizeit. Er hat auf dem Kattowitzer Marktplatz manchmal einen Stand und verkauft seine Spezialitäten. In den früheren Episoden hatte er oft Freundinnen, doch er hat sie schnell verloren. In der letzten Episode stellt sich heraus, dass Zbyszek einen Sohn namens Grzesiek hat.

### Andzia

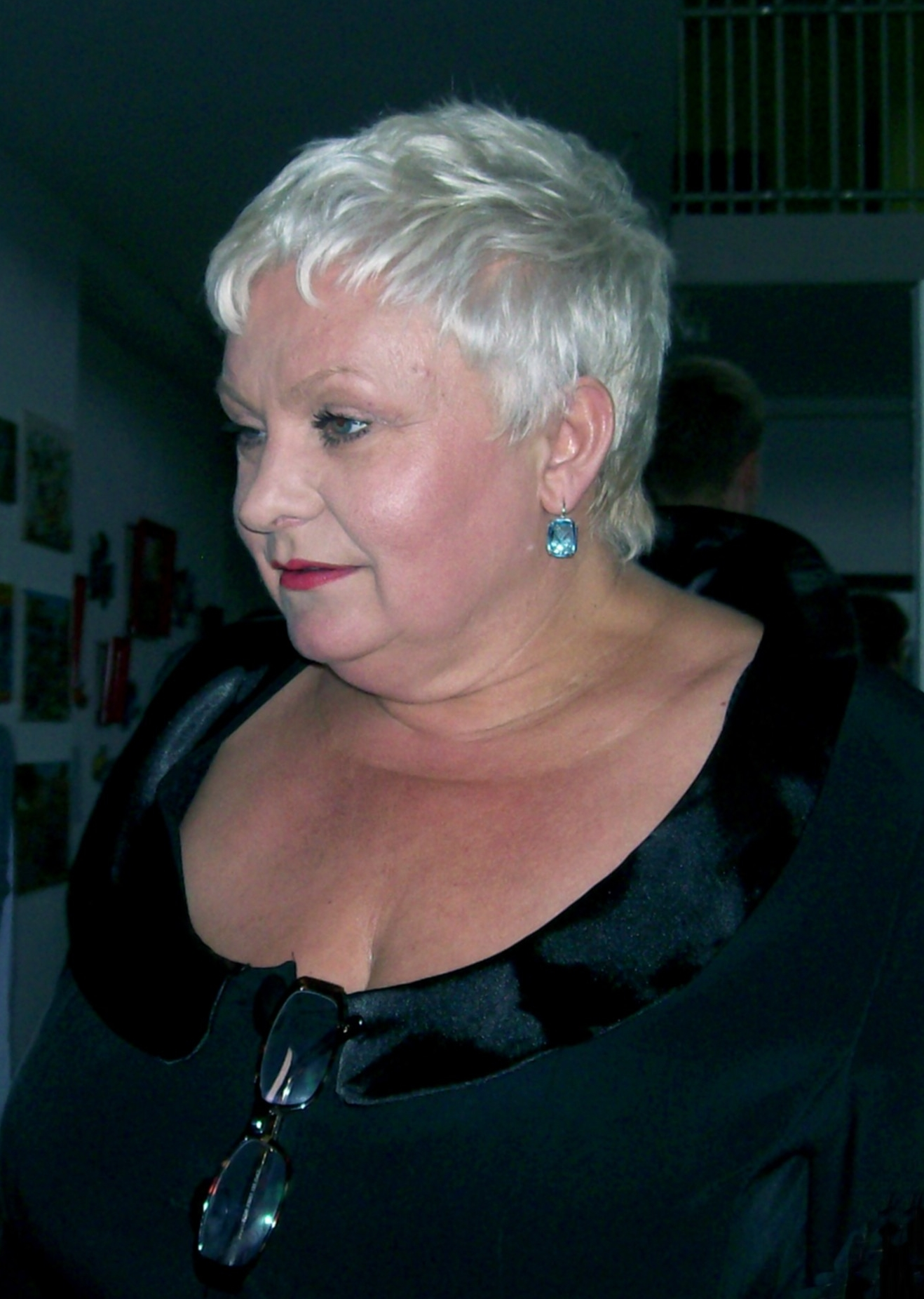
Andzia
Joanna Bartel

Anna Dworniok (Andzia), gespielt von Joanna Bartel, ist Berciks Frau, früher arbeitete sie in Köln. Sie arbeitet viel und kann die Sauferei nicht ausstehen. Am Anfang mochte sie Zbyszek nicht, doch nach einiger Zeit änderte sich dies. Sie verbietet Bercik oft, in die „Bar bei Alojz“ zu gehen, doch er findet immer eine Ausrede. Andzia ist Ernests Schwester. Sie hat eine Freundin, Krysia, zu ihr geht Andzia nur, wenn sie die Nase voll von Bercik hat.

### Ernest
Ernest Kowolik, gespielt von Józef Polok, ist Andzias Bruder, Berciks Schwager, den er nicht mag und den als „Pechbringer“ bezeichnet. Immer, wenn Ernest ein neues Geschäft startet, mischt sich Bercik ein und tut so, als ob er Ernest liebt und gerne mitmachen würde. Bercik verfolgt ihn, auch wenn es nie klappt, sucht nach Möglichkeiten, um der Chef oder zumindest ein Mitarbeiter zu werden. Ernest tritt erstmals in der ersten Episode der 2. Staffel und anschließend in einer der letzten Episoden der 9. Staffel auf. Wegen Józef Poloks Tod musste die Figur Ernest aus der Serie genommen werden.

### Alojz

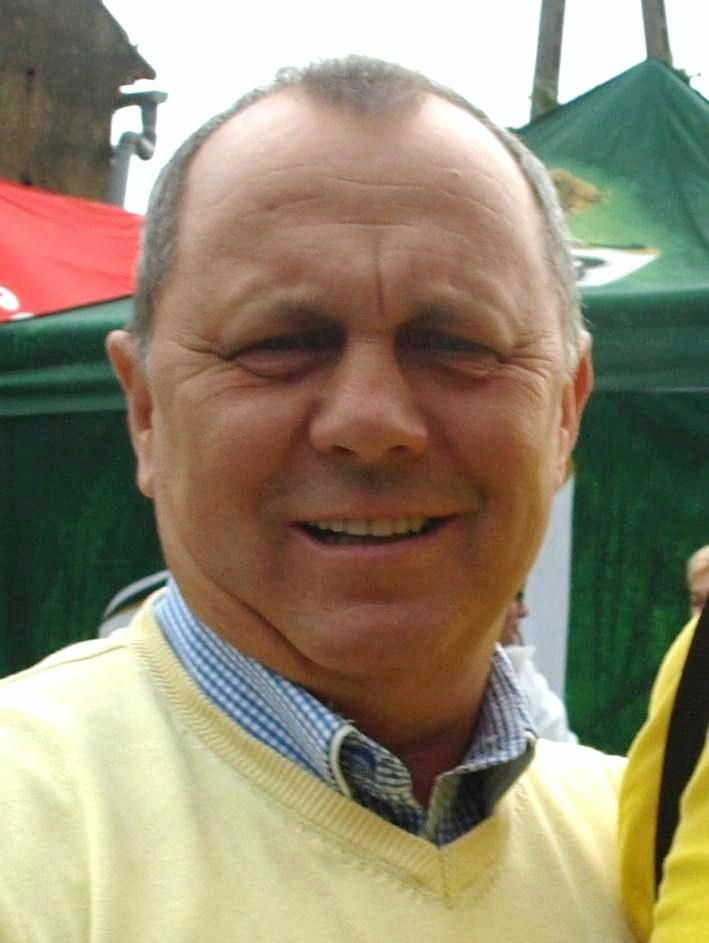
Alojz
Grzegorz Stasiak

Alojz, gespielt von Grzegorz Stasiak, ist der Besitzer der „Bar bei Alojz“. Er hat sie von seinem Vater übernommen, der auch Alojz hieß. Bercik und seine Kollegen sind seine Stammkunden, oft auch die einzigen Kunden. Ernest hat seine Bar renoviert.

### Kipuś
Kipa Kipuś, gespielt von Andrzej Mrozek, ist Berciks beleibter, glatzköpfiger Kollege. Er ist ein Stammkunde der „Bar bei Alojz“. Früher war er Flamenco-Lehrer, später arbeitete er bei Ernest als Masseur. Sein erlernter Beruf ist Matrose. Sein Vater heißt Jorguś Kiper.

### Gerard

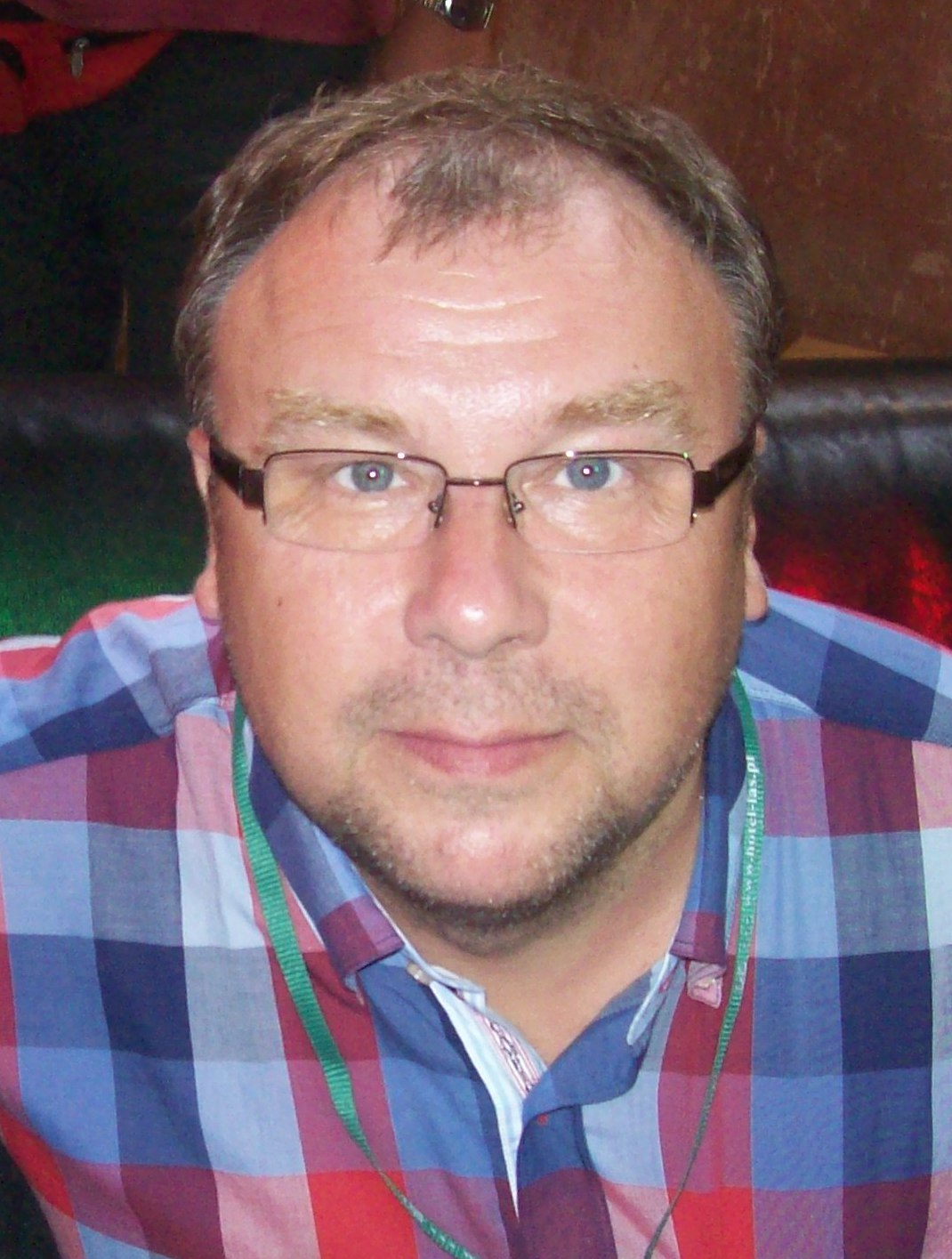
Gerard
Bogdan Kalus

Gerard Nowak, gespielt von Bogdan Kalus, ist Berciks Kollege. Er ist verheiratet. Oft gibt er sein ganzes Geld bei Alojz aus, deswegen bittet er Bercik dann um einen traditionellen „Fünfer fürs Bier“. Nach dem Trinken von ein paar Bier ist er ein Philosoph. Er kennt viele Leute; deswegen hilft er Bercik bei seinen Geschäften. Ein halbes Jahr hat er für den Handel mit Autos im Gefängnis verbracht. Er behauptet, er verbrachte die Zeit in einem Sanatorium. Er saß in mehreren Gefängnissen.

### Johnny
Janusz, Jan Popczyk, für Freunde auch Johnny, gespielt von Paweł Polok, war ein Briefträger, der es nicht leicht hatte: Er wurde von Bercik immer mit seiner Pistole begrüßt; jeder Briefträger hat vor Bercik Angst. Später wagt sich Johnny als einziger Briefträger zu Bercik vor. In Staffel 10 ist Johnny kein Briefträger mehr, stattdessen aber ein Geschäftsmann.

### Karlikowa
Karlikowa, gespielt von Gertruda Szalsza, ist die Nachbarin der Dwornioks. Sie ist meist fröhlich und für ihre Witze bekannt. Sie hat einen Mann, Karlik. Vor der Hochzeit war sie Stripteaserin. Täglich geht sie zum Gottesdienst und kennt den Pfarrer gut. Sie mag Andzias Bruder Ernest, den sie als männliches Vorbild bezeichnet. Wegen des Todes der Schauspielerin trat sie nur bis zur 9. Staffel auf, wie Ernest.

### Karlik
Karlik, gespielt von Ryszard Opyda, ist der Nachbar der Dwornioks, Karlikowas Mann. Er ist alt und schläft unendlich lange. Insgesamt tritt er in 2 Episoden auf.

### Ewald

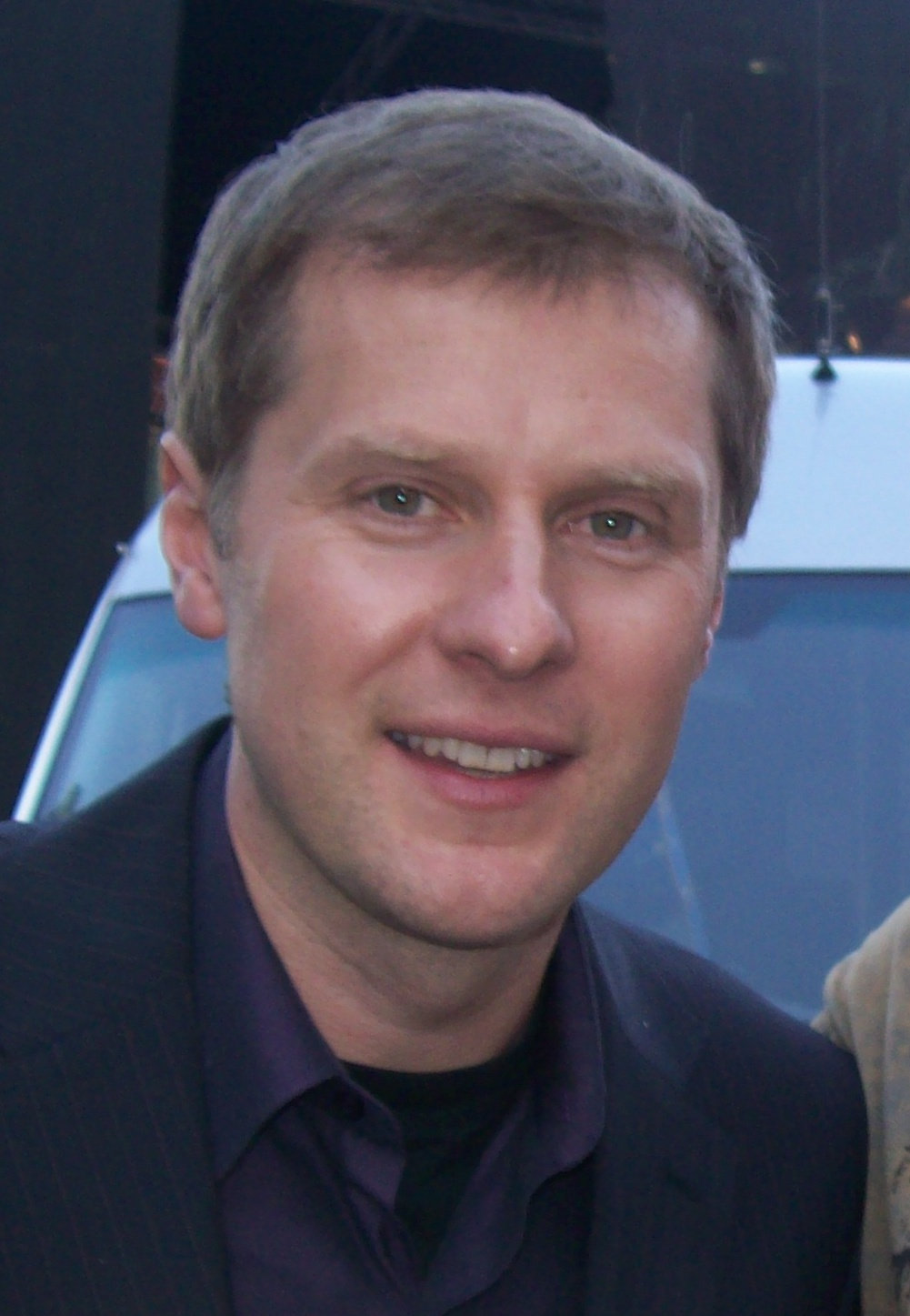
Ewald
Krzysztof Respondek

Ewald, gespielt von Krzysztof Respondek, ist Berciks Kollege. Er hat eine eigene Musikband, mit der er unter anderem in Paris auftrat, wo er einen Kochkurs absolviert hat. Er hat auch einmal in Kattowitz ein Theater geleitet.

### Hubert Stańczyk
Hubert Stańczyk (Hubercik/Kuzynek Bercik), gespielt von Jan Jakub Skupiński, ist der Neffe der Dwornioks, geht in die 5. Klasse und kommt aus Sosnowitz. In der Episode „Gumowe ucho“ (deutsche Übersetzung: „Das Gummiohr“) war die Rede davon, dass er in die 2. Gymnasiumsklasse geht. Er ist sehr schlau.